# Polimorfism (cristalografie)
În mineralogie, știința materialelor și chimie, polimorfismul (izomorfism, izotipism etc.) este proprietatea unor substanțe chimice de a se prezenta în diferite forme cristaline. 
Dimorfismul este acea proprietatea a unor minerale/alte substanțe chimice de a prezenta aceeași compoziție chimică dar forme diferite de cristalizare.Termenul trimorfism este utilizat pentru mineralele (sau substanțe chimice de altă natură) ce prezintă trei forme diferite de cristalizare. Termenul polimorfism apare fie pentru patru sau mai multe forme de cristalizare, fie include toate cazurile posibile. Speciile individule se numesc polimorfi (dimofi, trimorfi - pentru cazurile respective). 
Polimorfismul poate fi întâlnit la oricare material cristalin, incluzând polimerii, mineralele și metalele, fiind asemănătoare cu alotropia, care este corespunzătoare elementelor chimice. Polimorfismul substanțelor are implicații în domeniile: farmaceutic, agrochimic, alimentar, pigmenților, explozibililor etc.

## Cauze
Diverse condiții în timpul procesului de cristalizare pot fi responsabile pentru dezvoltarea diferitelor forme polimorfe. Printre acestea se numără:
- Efectele de solvent (formarea cristalului poate fi diferită în solvenți polari și nepolari)
- Unele impurități inhibă creșterea ordonată și favorizează creșterea unor forme polimorfe metastabile
- Nivelul de suprasaturare de la care materialul începe să cristalizeze
- Temperatura la care are loc cristalizarea
- Geometria legăturilor covalente (diferențe ce conduc la polimorfism conformațional)

## Exemple
Polimorfismul carbonatului de calciu

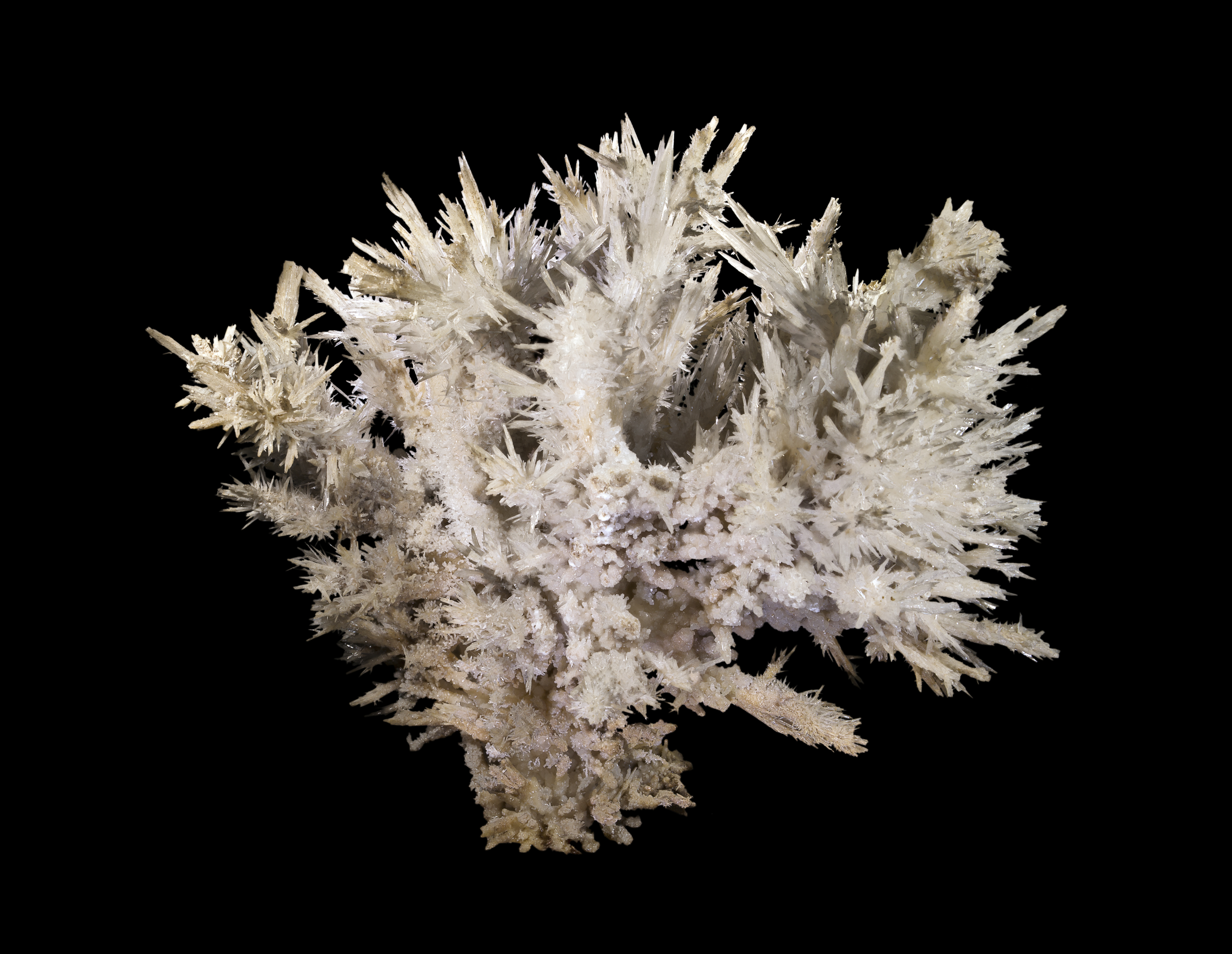
Aragonit
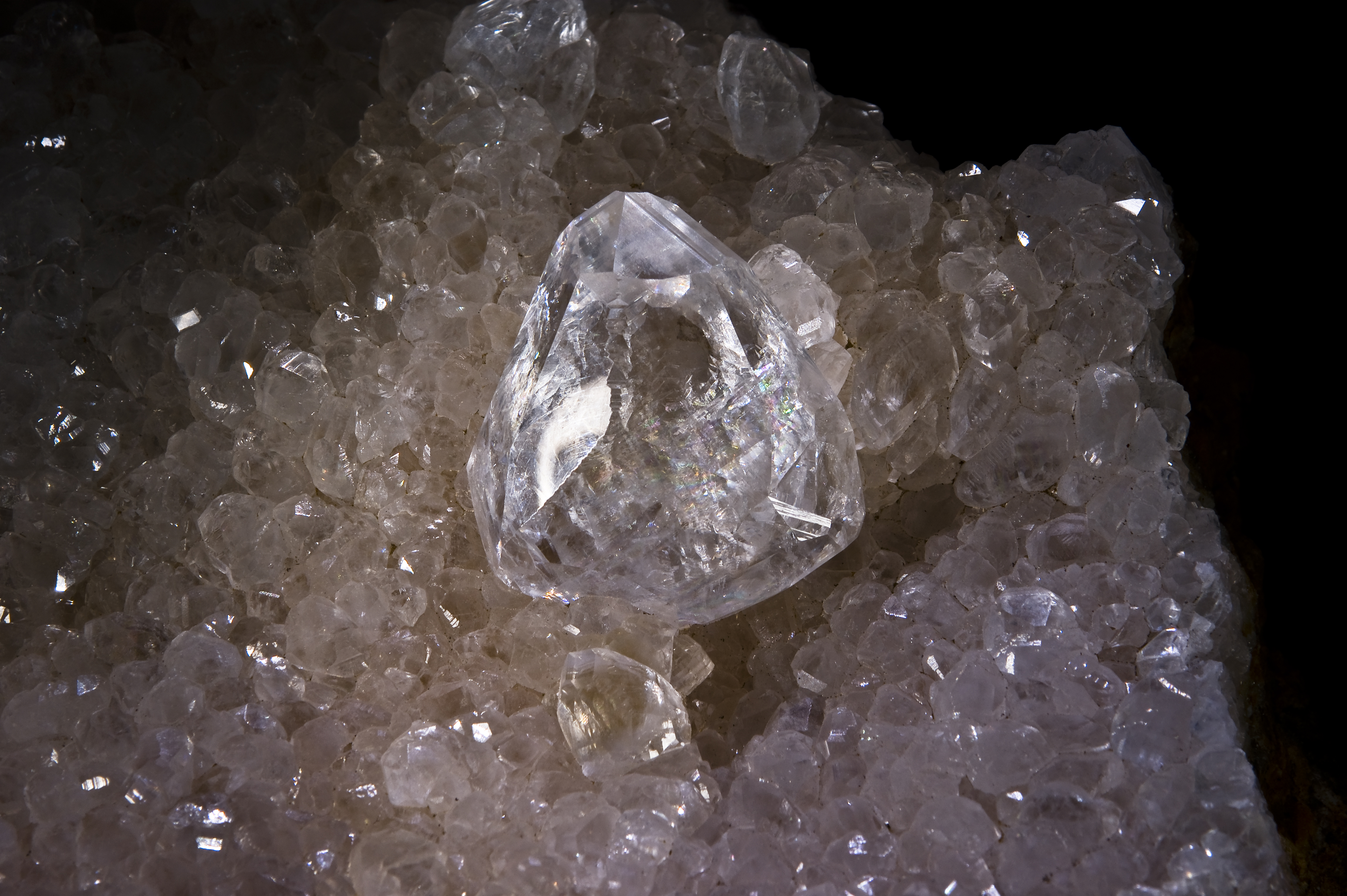
Calcit
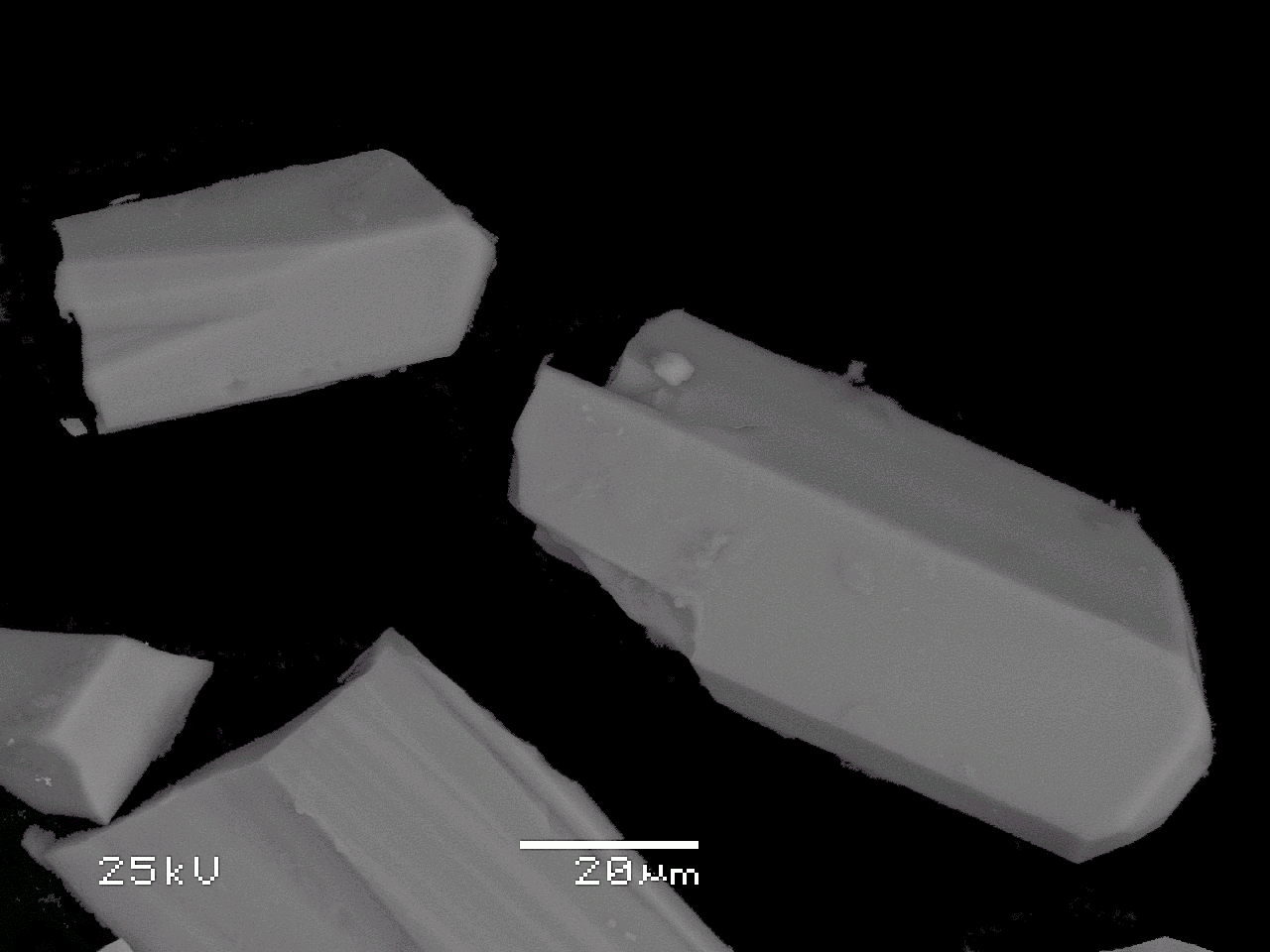
Vaterit